# Olga Charvátová
Olga Križová z d. Charvátová (ur. 11 czerwca 1962 w Gottwaldovie) – czeska narciarka alpejska reprezentująca Czechosłowację, brązowa medalistka olimpijska.

## Kariera
Pierwsze sukcesy w karierze Olga Charvátová osiągnęła w 1975 roku, kiedy wygrała zawody Trofeo Toppolino. W 1977 roku zdobyła srebrny medal w gigancie podczas mistrzostw Europy juniorów w Kranjskiej Gorze, a na rozgrywanych dwa lata później mistrzostwach Europy juniorów w Achenkirch wywalczyła brązowy medal w slalomie.
Pierwsze punkty w zawodach Pucharu Świata zdobyła 12 grudnia 1978 roku w Piancavallo, zajmując dziesiąte miejsce w gigancie. Nieco ponad trzy lata później, 3 stycznia 1982 roku w Mariborze po raz pierwszy stanęła na podium, plasując się na trzecim miejscu w slalomie. W zawodach tych wyprzedziły ją Erika Hess ze Szwajcaria oraz Włoszka Maria Rosa Quario. W kolejnych latach jeszcze trzynaście razy stawała na podium, odnosząc przy tym dwa zwycięstwa: 21 stycznia 1983 roku w Schruns wygrała kombinację, a 4 lutego 1986 roku w Piancavallo była najlepsza w slalomie. Ostatni raz w najlepszej trójce znalazła się 22 marca 1986 roku w Bromont, gdzie była druga w slalomie gigancie. Najlepsze wyniki osiągnęła w sezonie 1985/1986, kiedy była czwarta w klasyfikacji generalnej i klasyfikacji slalomu oraz szósta w supergigancie. W sezonie 1983/1984 zajęła trzecie miejsce w klasyfikacji kombinacji, plasując się za Eriką Hess i Irene Epple z RFN.
Największy sukces w karierze osiągnęła podczas igrzysk olimpijskich w Sarajewie w 1984 roku, gdzie zdobyła brązowy medal w biegu zjazdowym. W zawodach tych o 0,17 sekundy wyprzedziła ją Szwajcarka Michela Figini, a o 0,12 sekundy lepsza była kolejna reprezentantka Szwajcarii, Maria Walliser. Był to pierwszy w historii medal igrzysk olimpijskich w narciarstwie alpejskim wywalczony przez narciarkę z Czechosłowacji. Na tych samych igrzyskach była także ósma w gigancie i dziesiąta w slalomie. W 1978 roku wystartowała na mistrzostwach świata w Garmisch-Partenkirchen, gdzie jej najlepszym wynikiem było dziewiąte miejsce w kombinacji. Na rozgrywanych cztery lata później mistrzostwach świata w Schladming była między innymi piąta w tej samej konkurencji oraz dziewiąta w slalomie. Brała także udział w mistrzostwach świata w Bormio w 1985 roku, gdzie jej najlepszym wynikiem było jedenaste miejsce w slalomie. W 1986 roku zakończyła karierę.
Jej córka, Klára Křížová również uprawiała narciarstwo alpejskie.

## Osiągnięcia

### Igrzyska olimpijskie
| Miejsce | Dzień     | Rok  | Miejscowość | Konkurencja | Czas biegu  | Strata  | Zwyciężczyni     |
| ------- | --------- | ---- | ----------- | ----------- | ----------- | ------- | ---------------- |
| 8.      | 13 lutego | 1984 | Sarajewo    | Gigant      | 2:20,98 min | +1,59 s | Debbie Armstrong |
| 3.      | 16 lutego | 1984 | Sarajewo    | Zjazd       | 1:13,36 min | +0,17 s | Michela Figini   |
| 10.     | 13 lutego | 1984 | Sarajewo    | Slalom      | 1:36,47 min | +2,19 s | Paoletta Magoni  |

### Mistrzostwa świata
| Miejsce | Dzień       | Rok  | Miejscowość            | Konkurencja | Czas biegu  | Strata     | Zwyciężczyni    |
| ------- | ----------- | ---- | ---------------------- | ----------- | ----------- | ---------- | --------------- |
| 25.     | 1 lutego    | 1978 | Garmisch-Partenkirchen | Zjazd       | 1:48,31 min | ?          | Annemarie Pröll |
| 40.     | 3 lutego    | 1978 | Garmisch-Partenkirchen | Slalom      | 1:24,85 min | ?          | Lea Sölkner     |
| 22.     | 4 lutego    | 1978 | Garmisch-Partenkirchen | Gigant      | 2:41,15 min | ?          | Maria Epple     |
| 9.      | 4 lutego    | 1978 | Garmisch-Partenkirchen | Kombinacja  | 2460,39 pkt | +76,62 pkt | Annemarie Pröll |
| 5.      | 31 stycznia | 1982 | Schladming             | Kombinacja  | 8,99 pkt    | +21,61 pkt | Erika Hess      |
| 18.     | 2 lutego    | 1982 | Schladming             | Gigant      | 2:37,17 min | ?          | Erika Hess      |
| 19.     | 4 lutego    | 1982 | Schladming             | Zjazd       | 1:37,47 min | ?          | Gerry Sorensen  |
| 9.      | 6 lutego    | 1982 | Schladming             | Slalom      | 1:41,60 min | ?          | Erika Hess      |
| 17.     | 3 lutego    | 1985 | Bormio                 | Zjazd       | 1:26,96 min | ?          | Michela Figini  |
| DNF     | 4 lutego    | 1985 | Bormio                 | Kombinacja  | 18,72 pkt   | -          | Erika Hess      |
| 20.     | 6 lutego    | 1985 | Bormio                 | Gigant      | 2:18,53 min | ?          | Diann Roffe     |
| 11.     | 9 lutego    | 1985 | Bormio                 | Slalom      | 1:29,58 min | +2,35 s    | Perrine Pelen   |

### Puchar Świata

#### Miejsca w klasyfikacji generalnej
- sezon 1978/1979: 17.
- sezon 1979/1980: 34.
- sezon 1980/1981: 15.
- sezon 1981/1982: 26.
- sezon 1982/1983: 8.
- sezon 1983/1984: 7.
- sezon 1984/1985: 6.
- sezon 1985/1986: 4.

#### Miejsca na podium
1. Maribor – 3 stycznia 1982 (slalom) – 3. miejsce
2. Schruns – 21 stycznia 1983 (kombinacja) – 1. miejsce
3. Bad Gastein – 14 stycznia 1984 (kombinacja) – 2. miejsce
4. Verbier – 21 stycznia 1984 (zjazd) – 3. miejsce
5. Verbier – 22 stycznia 1984 (kombinacja) – 2. miejsce
6. Maribor – 5 stycznia 1985 (slalom) – 2. miejsce
7. Bad Kleinkirchheim – 11 stycznia 1985 (kombinacja) – 3. miejsce
8. Arosa – 8 marca 1985 (kombinacja) – 2. miejsce
9. Oberstaufen – 20 stycznia 1986 (gigant) – 3. miejsce
10. Piancavallo – 4 lutego 1986 (slalom) – 1. miejsce
11. Valzoldana – 5 lutego 1986 (gigant) – 3. miejsce
12. Park City – 11 marca 1986 (slalom) – 2. miejsce
13. Waterville Valley – 20 marca 1986 (gigant) – 3. miejsce
14. Bromont – 22 marca 1986 (gigant) – 2. miejsce